# Мыза (станция)

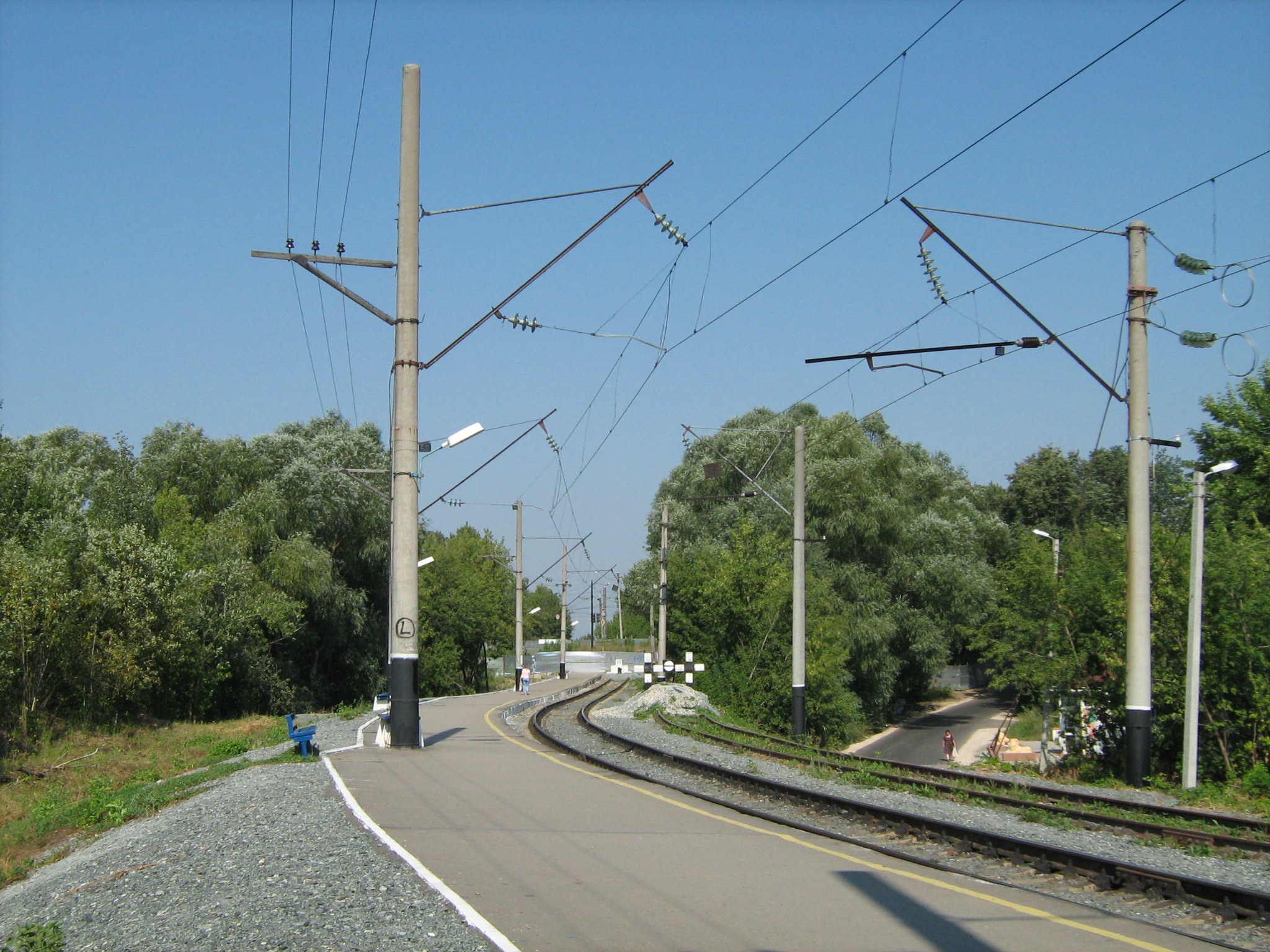
Конец дороги: о. п. Проспект Гагарина

Станция Мыза — о. п. Проспект Гагарина — железнодорожная станция Горьковской железной дороги, находящаяся в черте Нижнего Новгорода (Приокский район), конечный пункт движения поездов по Мызинской ветке.

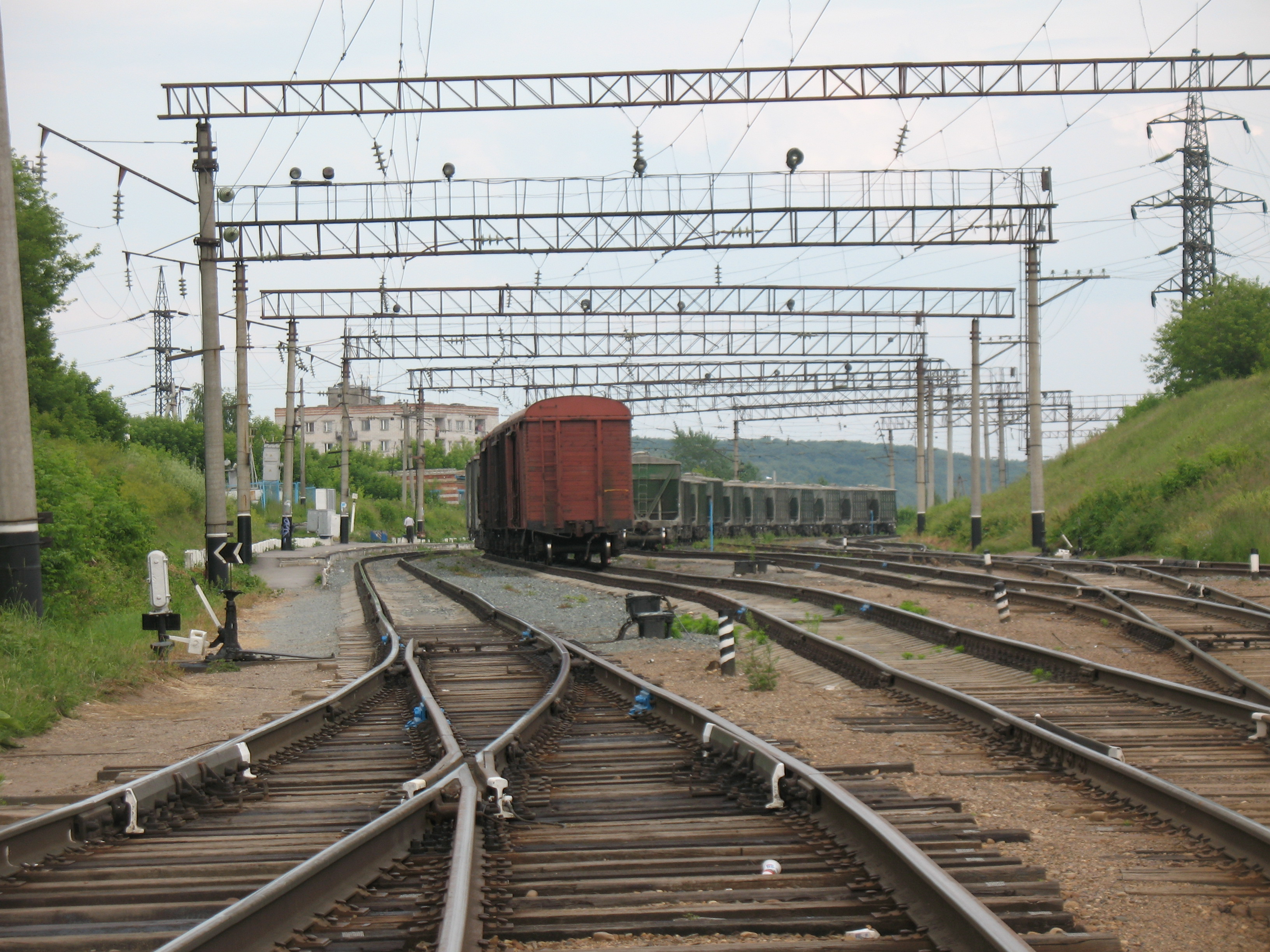
Общий вид станции Мыза на восток (2007)

Станция Мыза — тупик бывшей дороги Ромоданово — Казанский (Ромодановский) вокзал. Позже был достроен участок пути длиной около километра, заканчивающийся остановочным пунктом Проспект Гагарина, рядом с автобусной остановкой и трамвайным кольцом Мыза на проспекте Гагарина. Несмотря на то, что по расписанию электрички следуют до станции Мыза, на практике они доезжают до остановочного пункта.
Станция обслуживает несколько пар электричек арзамасского направления: до станции Нижний Новгород-Московский и до станции Суроватиха.
С 2022 года станция является конечной для первой линии Нижегородских центральных диаметров (НЦД), соединяющей города Нижний Новгород и Бор (станция Моховые горы).
В 1930-х годах подъездные пути станции имели «гейт» с трамвайной системой города, железнодорожные вагоны доставлялись потребителям вдоль Мызинской трамвайной линии (действующий и поныне маршрут № 5) специальным подвижным составом управления горьковского трамвая. Также от станции Мыза отходили подъездные пути к заводу имени Ленина, один из которых пересекал Арзамасское шоссе (сейчас проспект Гагарина); заводу «Керамик» и мясокомбинату в посёлке Черепичный. После окончания Великой Отечественной войны был демонтирован гейт, а к началу XXI века подъездные пути к промышленным предприятиям района пришли в негодность из-за долгого периода бездействия. В 2006 году были убраны рельсовые пути на пересечении с проспектом Гагарина, хотя на территории ОАО «Нител» и площадки перед его входными воротами (преемник Нижегородского телевизионного завода имени Ленина) часть рельсов осталась.
До электрификации Мызинского направления (1994 год) пассажирская работа осуществлялась дизель-поездами Д1.

## Отмена пригородных поездов

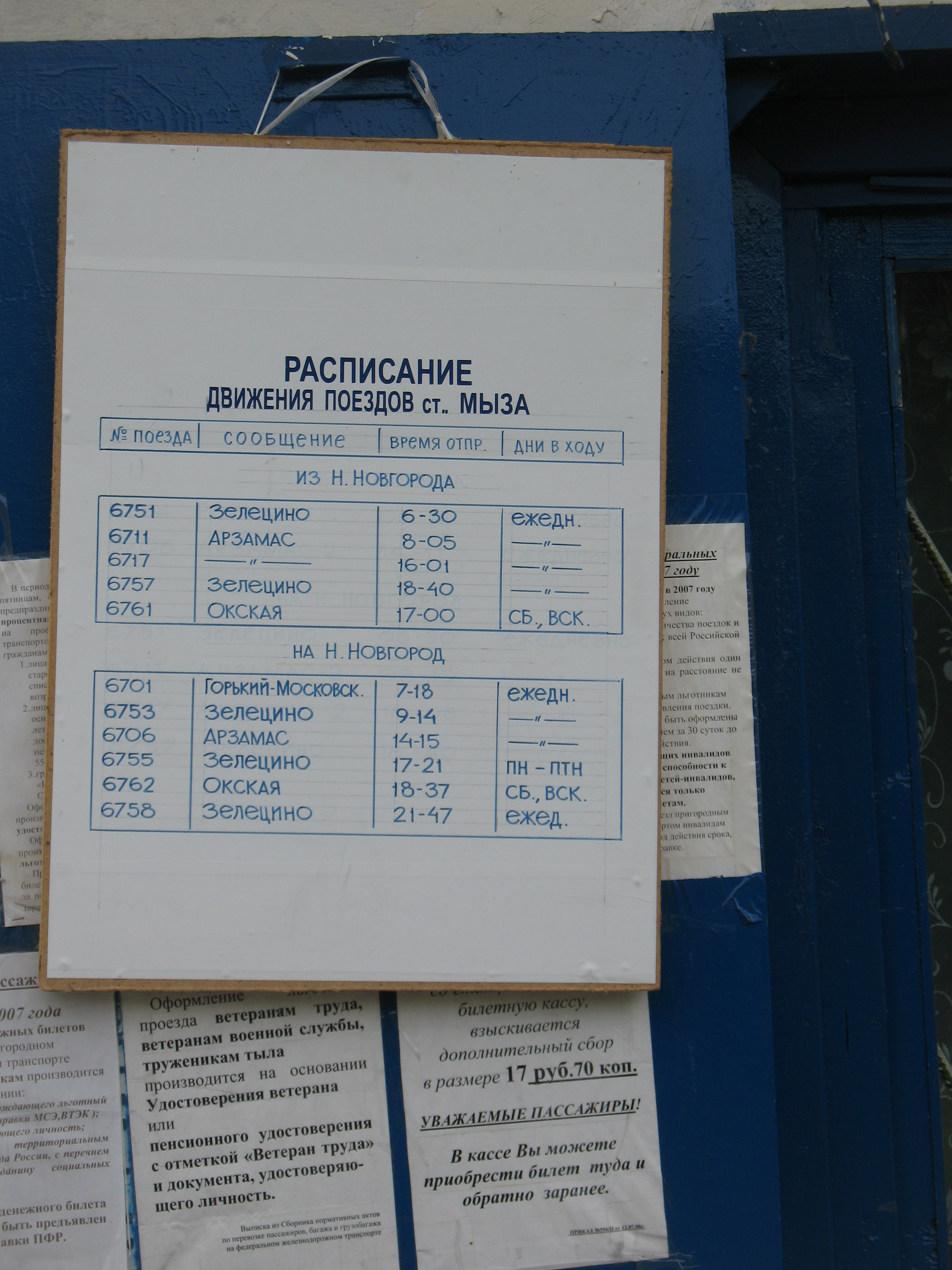
Расписание по станции Мыза на лето 2007

3 мая 2007 года руководство Горьковской железной дороги объявило об отмене этих электричек в связи с их нерентабельностью. Однако постоянные пассажиры организовали акцию протеста, во время которой на полчаса перекрыли движение по проспекту Гагарина. В результате этой акции электрички были возвращены в расписание.
С 1 января 2018 года все пригородные поезда формирования Волго-Вятской пригородной пассажирской компании (ВВППК), следовавшие до ст. Мыза и о.п. «Проспект Гагарина» были отменены. Ввиду практического отсутствия грузовой работы на станции она на какое-то время стала бездействующей. Лишь в мае 2018 года, причём без уведомления на официальном сайте, ВВППК вернула в обращение через ст. Мыза две пары пригородных поездов:
- № 6701/6702[6] и № 6709/6710[7] до Московского вокзала и обратно;
- № 6711[8] до ст. Суроватиха и № 6708[9] обратно.